# هندسة الإلكترونيات الدقيقة
الإلكترونيات الدقيقة (بالإنجليزية: Microelectronics)‏ هي إحدى فروع علم الإلكترونيات. وترتبط الإلكترونيات الدقيقة بدراسة وتصنيع العناصر والمكونات الإلكترونية الدقيقة (كما يوحي اسمها) تصنيعاً دقيقاً، وهذا يعني غالباً -وليس دائماً- المكونات التي تدخل قياساتها في نطاق الميكرومتر أو أقل. تصنع هذه المكونات من مواد أشباه الموصلات. تتوفر العديد من المكونات التي تدخل في تصاميم الإلكترونيات الطبيعية في عناصر مكافئة من الإلكترونيات الدقيقة. وتتضمن الترانزستورات، المكثفات الكهربائية، المستحثات، المقاومات، الصمامات الثنائية (الديود)، العازل، الموصلات الكهربائية التي تجدها في معظم الإجهزة الإلكترونية الدقيقة.
تتكون الدارات المتكاملة الرقمية من - مليارات - الترانزستورات (المقاحل) في الغالب. في حين تتكون الدوائر التناظرية عموماً من مكثفات ومقاومات. تستخدم المحثات في بعض الدوائر التناظرية ذات الترددات العالية، لكنها تحتل مساحة كبيرة في الدوائر ذات الترددات المُنخفضة.
مع تحسن التقنيات الصناعية، إستمر حجم المكونات الإلكترونية الدقيقة في الانخفاض. على نطاقات أصغر، قد يصبح التأثير النسبي لخصائص الدائرة الداخلية مثل التوصيلات البينية أكثر أهمية. وتسمى هذه التأثيرات الطُفيلية، وهدف مهندس تصميم الإلكترونيات الدقيقة هو إيجاد طرق للتعويض عن هذه التأثيرات أو تقليلها، مع تقديم أجهزة أصغر وأسرع وأرخص.
اليوم، يتم تصميم الإلكترونيات الدقيقة إلى حد كبير من خلال برامج أتمتة التصاميم الإلكترونية.

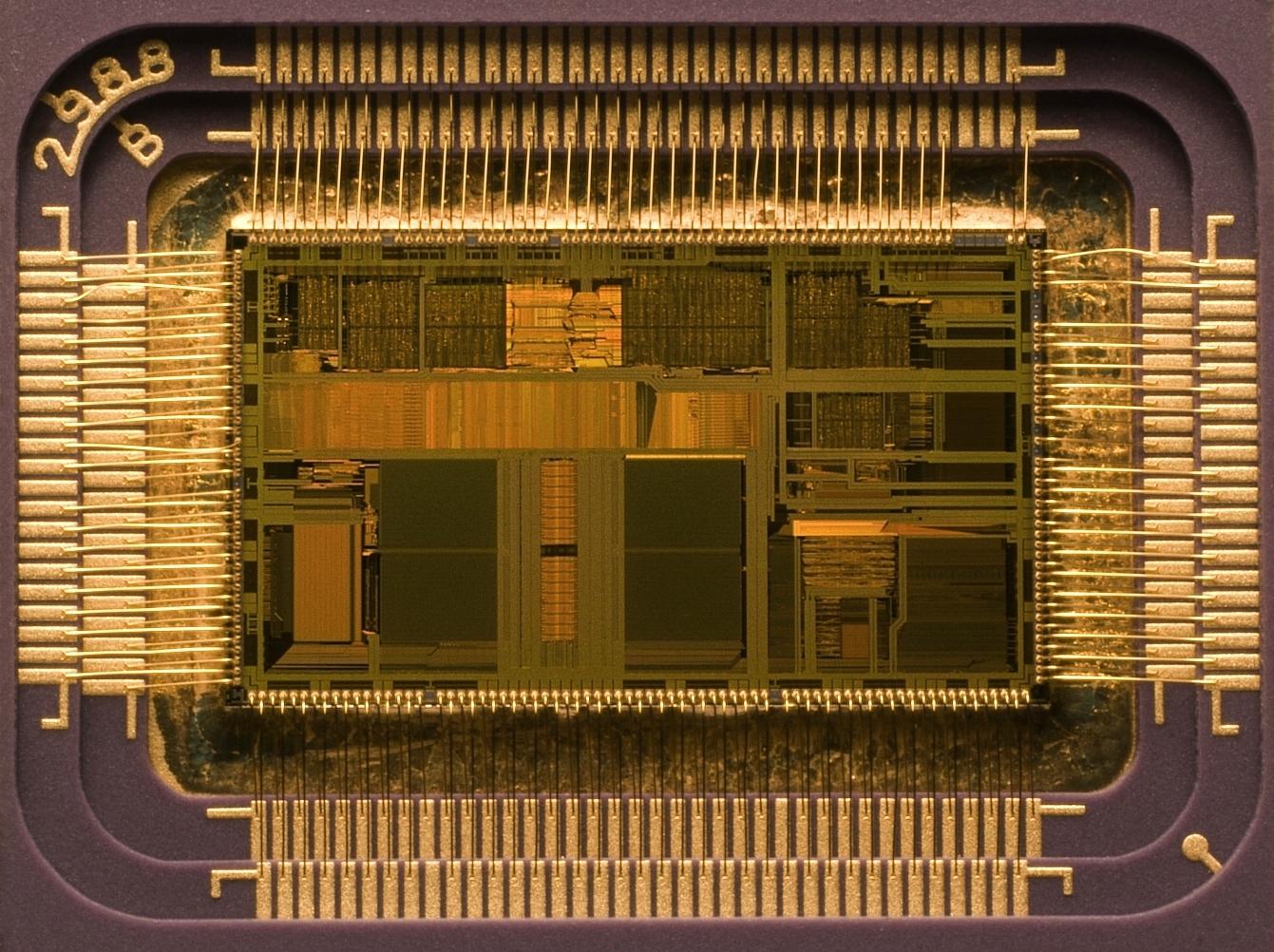
دائرة متكاملة (IC) كتطبيق نموذجي في مجال الإلكترونيات الدقيقة. تم فتح الغلاف للرقاقة الإلكترونية للسماح برؤية الدائرة الفعلية. يمكن رؤية أسلاك التوصيل الذهبية، التي تُشكل الوصلة الكهربائية بين الدائرة المُتكاملة والدوائر الخارجية، على الحواف.